# Bundesstraße 495
Pour les articles homonymes, voir Route 495.
La Bundesstraße 495 est une Bundesstraße des Länder de Basse-Saxe et de Schleswig-Holstein.

## Géographie
La B 495 commence à Glinde près de Bremervörde au croisement avec la Bundesstraße 71 et la Bundesstraße 74 et passe par Lamstedt et Hemmoor (ici à l'intersection avec la Bundesstraße 73) jusqu'à Wischhafen. Là, on peut traverser l'Elbe avec le bac de Glückstadt à Wischhafen et emprunter la B 495 sur la rive droite de l'Elbe à Glückstadt pour rejoindre la Bundesstraße 431.

## Histoire
La route entre Lamstedt et Osten est construite en 1862 en tant que route de liaison régionale. Cette route se termine au bac qui traverse la rivière Oste. Le 1er octobre 1909, le bac est remplacé par un nouveau pont transbordeur.
Un nouveau pont routier est construit sur l'Oste entre 1969 et 1974. Avec l'achèvement de ce pont le 30 mai 1974, le pont transbordeur est fermé et la B 495 est mise en service.

## Source
- (de) Cet article est partiellement ou en totalité issu de l’article de Wikipédia en allemand intitulé « Bundesstraße 495 » (voir la liste des auteurs).

1. ↑  (de) « Elbfähre Glückstadt-Wischhafen wieder nach Plan », sur binnenschifffahrt-online.de, 2021 (consulté le 15 juin 2022)